# シティ・オブ・ライド
シティ・オブ・ライド（City of Ryde）は、オーストラリア・ニューサウスウェールズ州の地方公共団体。

## 概要
シティ・オブ・ライドは、パラマッタ川北岸にあり、シドニー中心業務地区（CBD）から北西12キロメートルの所に位置する。また、レーン・コウヴ川の南岸でもあり、クー＝リン＝ガイ・カウンシル、ミュニシパリティ・オブ・レーン・コウヴ との境界となっている。市の南東はミュニシパリティ・オブ・ハンターズ・ヒルと接している。西はシティ・オブ・パラマッタ、北西は、ホーンズビー・シャーと接している。パラマッタ川の対岸は、シティ・オブ・カナダ・ベイで鉄道（シティレール・ノーザン線及びニューカッスル・セントラルコースト線（en））と道路で接続している。

## 構成サバーブ
シティ・オブ・ライドは、以下のサバーブで構成されている。
- チャッツウッド・ウェスト（Chatswood West）の西部。シティ・オブ・ウィロウビーとまたがる。
- デニストーン（Denistone）
- デニストーン・イースト（Denistone East）
- デニストーン・ウェスト（Denistone West）
- イースト・ライド（East Ryde）
- イーストウッド（Eastwood）の一部。ホーンズビー・シャーとまたがる。
- グレーズヴィル（Gladesville）の西部。ミュニシパリティ・オブ・ハンターズ・ヒルとまたがる。
- マッコーリー・パーク（Macquarie Park）
- マーズフィールド（Marsfield）
- メドウバンク（Denistone West）
- メルローズ・パーク（Melrose Park）の一部。
- パットニー（Putney）
- ライド（Ryde）
- テニソン・ポイント（Tennyson Point）
- ウェスト・ライド（West Ryde）

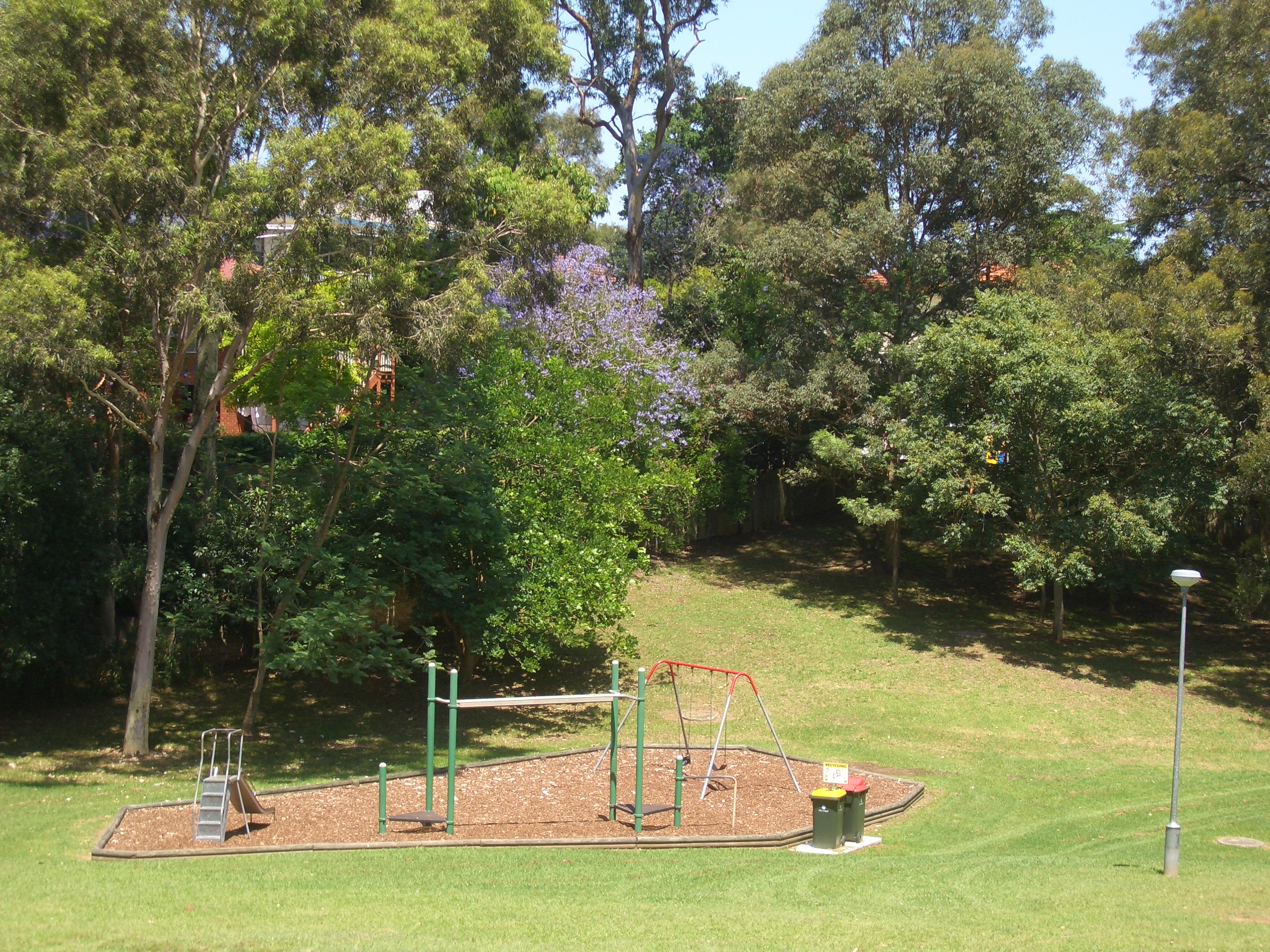
ウェスト・デニストーン公園（デニストーン・ウェスト）
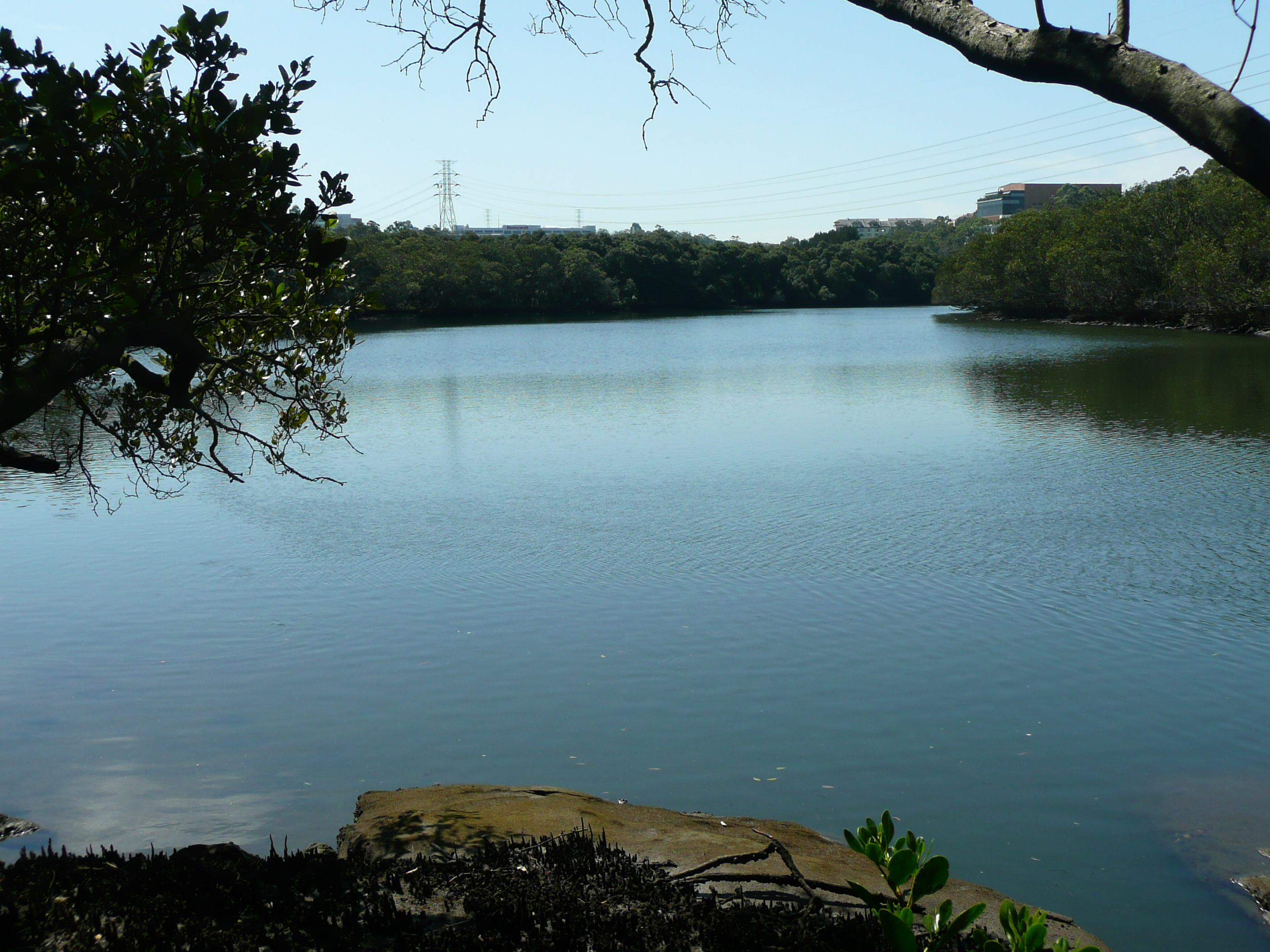
レーン・コウヴ川（イースト・ライド）
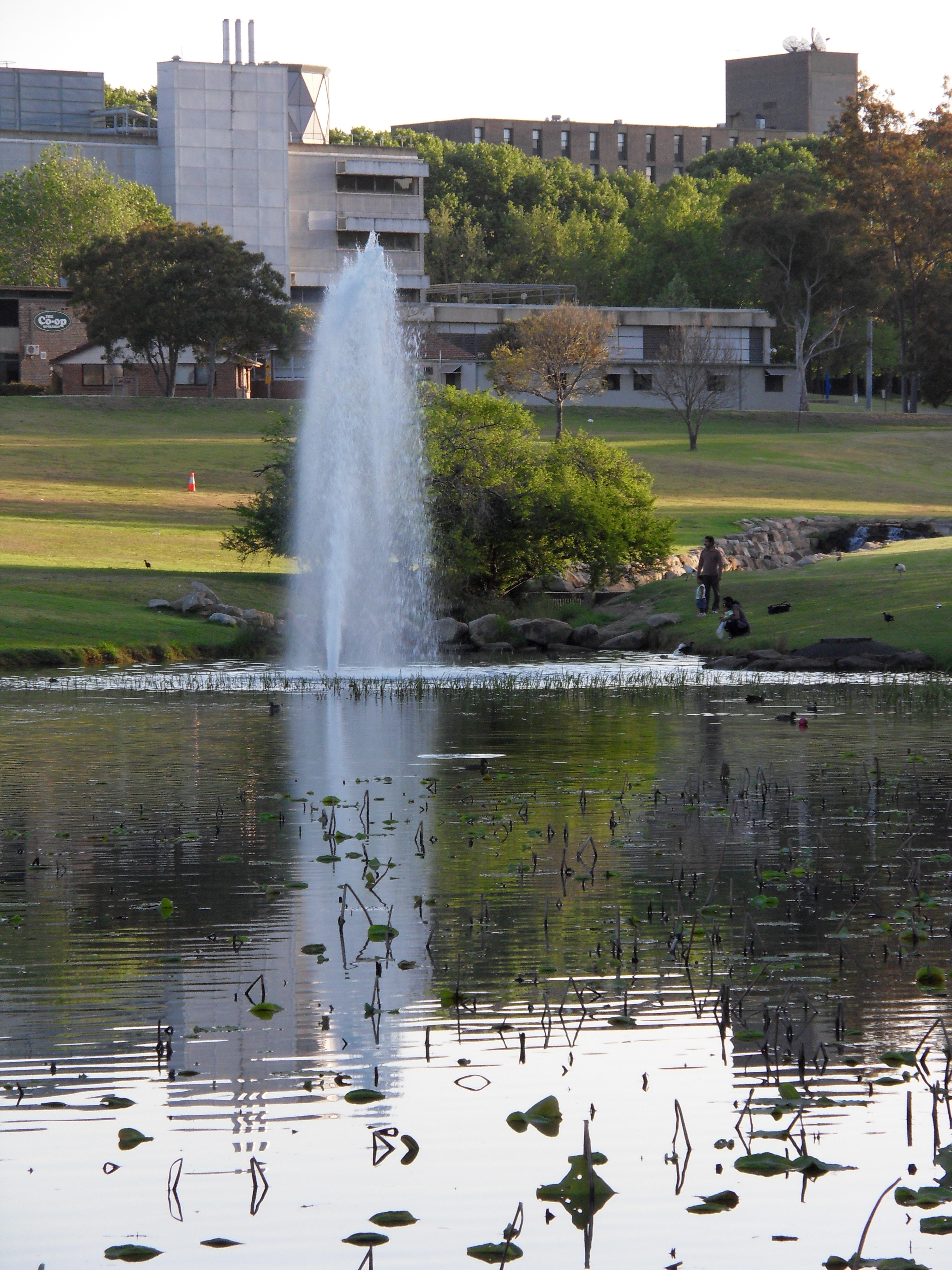
マッコーリー大学（マッコーリー・パーク）
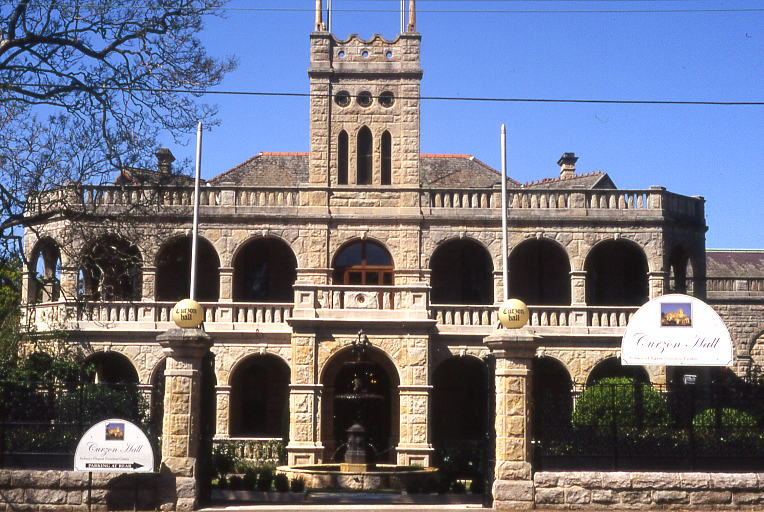
カーゾン・ホール（マーズフィールド）
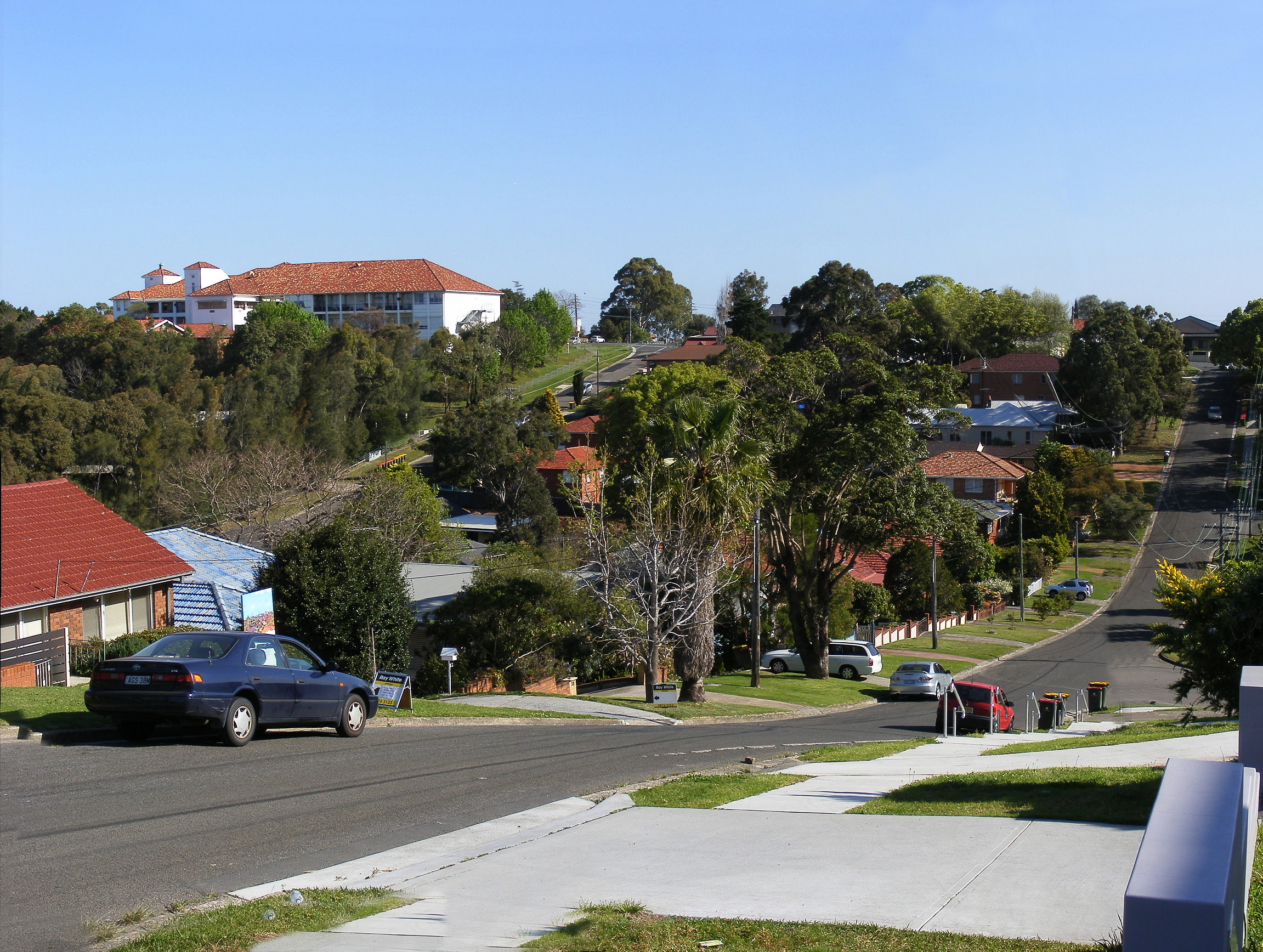
パットニー
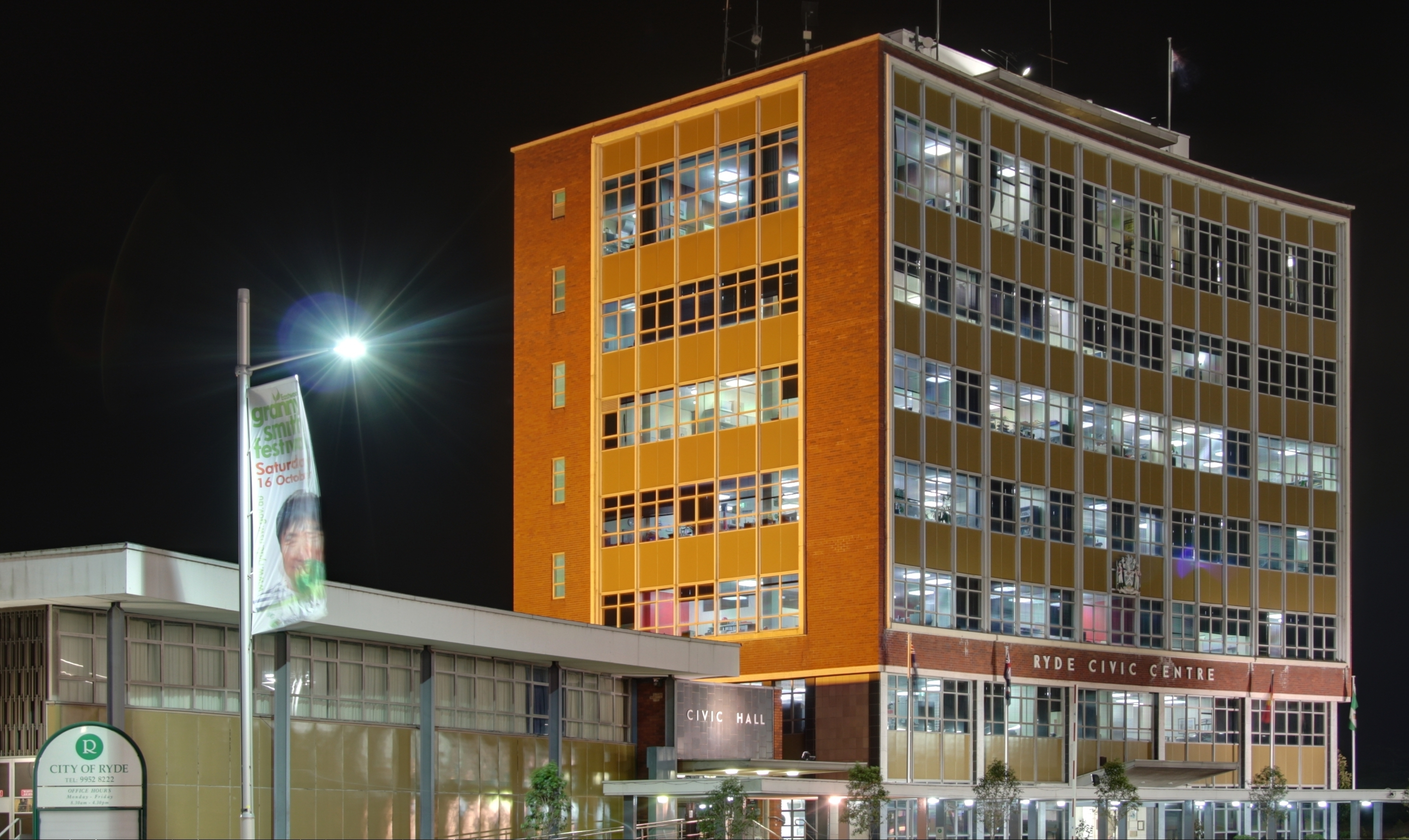
ライド市役所（ライド
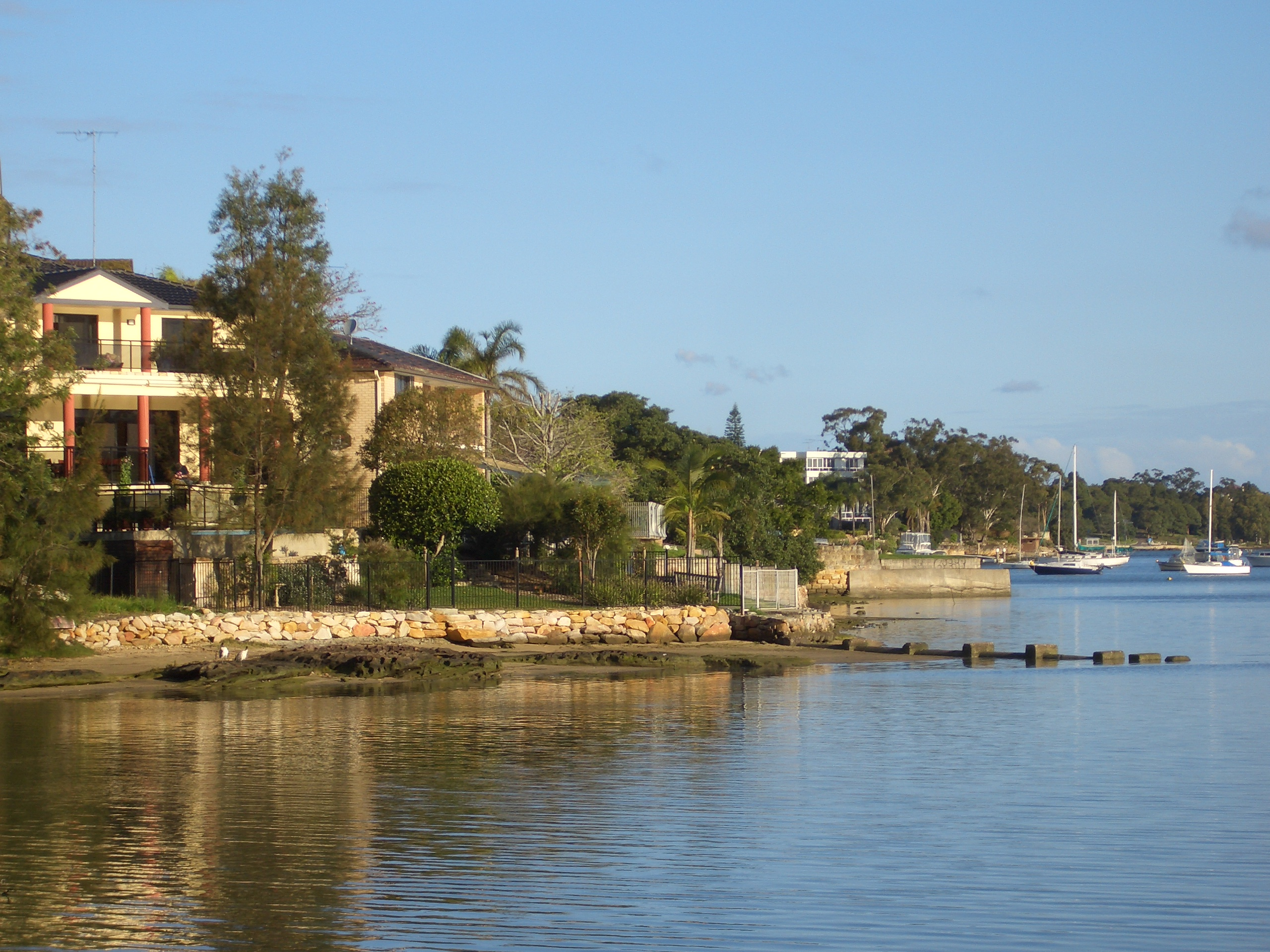
テニソン・ポイント

## 議会
シティ・オブ・ライドの議会は、12人によって構成される。任期は4年。選挙区は3つで、それぞれの選挙区から4人が選出される。市長は、議会選挙後、最初の議会で、12人の議員から選出される。最新の議会選挙は、2012年9月8日に実施された。オーストラリア自由党5議席、無所属4議席、オーストラリア労働党3議席である。市長は、無所属のIvan Petch。